# Loučná (řeka)
Loučná (německy Lautschna) je řeka v Pardubickém kraji, levostranný přítok Labe. Délka toku činí 80,3 km. Plocha povodí měří 724,2 km².

## Průběh toku
Loučná protéká městy Litomyšl, Vysoké Mýto, Dašice a Sezemice. U Sezemic Loučná ústí zleva do Labe v nadmořské výšce 217,9 m.
Řeka pramení ve Svitavské pahorkatině v nadmořské výšce 516,4 m, na okraji obce Karle, zhruba 5 km západně od Svitav. Protéká Loučenskou tabulí, skloněnou k severu a výrazně členěnou hlubokými údolími vodních toků. Před obcí Chmelík do ní přitéká potok Květná. Pak pokračuje přes obec Trstěnice (název této obce dříve nesla i sama řeka) a dále protéká obcí Čistá, kde do ní přitéká Jalový potok. Obcí Benátky pak Loučná vtéká do města Litomyšl. V oblasti středního a dolního toku přítoky Loučné napájejí četné rybníky; největší z nich jsou Velký zálešský (45,8 ha) a Chobot (42,1 ha) u Vysokého Mýta a Lodrant u Jaroslavi. V Litomyšli zásobuje Loučná vodou rybník Velký Košíř. Za tímto rybníkem z řeky odbočuje Mlýnský potok a vlévá se do ní Kornický potok. Mlýnský potok zásobuje vodou rybníky Malý Košíř, Borec a Šotka u obce Tržek.
Významným levostranným přítokem Loučné je u obce Cerekvice nad Loučnou řeka Desná, jež pramení ve výšce 690 m u obce Borová nedaleko Poličky. Z rybníků pak do Loučné přitéká voda zpět do řeky Kornickým potokem.
Dále Loučná protéká osídlením V lukách (obec Nová Sídla). Před obcí Cerekvice nad Loučnou přitéká do Loučné Končinský potok. Za Cerekvicemi řeka protéká okolo obce Hrušová a následně osídlením Valcha. Mezi ním a Sárovcem (město Vysoké Mýto) se tok řeky rozděluje na dvě části – levý tok protéká osídlením Spálenec. Za Sárovcem do řeky vtéká Sloupnický potok. Dále řeka protéká osídlením Soukenická Valcha a pokračuje přes osídlení Jangelec. Za ním do ní vtéká Betlémský potok a rozděluje se na dva toky. Pravý, který se stále jmenuje řeka Loučná a obtéká město okolo části města Na vinicích a Lipová, se u stadionu spojuje zpět do jednoho toku. Levý tok pod názvem Mlýnský potok teče přes část města Visnarov a následně protéká částí města a za stadionem se spojuje s pravým tokem a pokračuje pod jménem Loučná. Oba toky propojuje ještě jeden tok bez jména.
Na řece Loučné nejsou žádné přehrady; před jejím ústím jsou četné jezy (Platěnice, Dašice, Sezemice).

### Větší přítoky

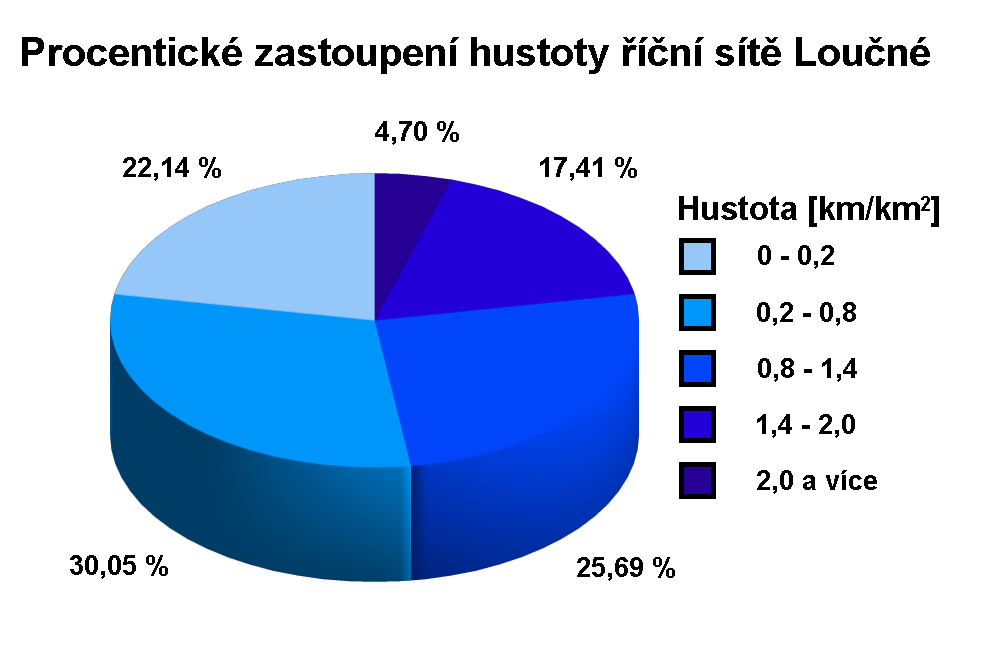
Hustota říční sítě

Největším přítokem Loučné je říčka Desná, jejíž délka činí 30,6 km. Průměrná hustota říční sítě činí 0,84 km/km².
- Jalový potok, zleva, ř. km 65,9[4]
- Desná, zleva, ř. km 54,7[5]
- Končinský potok, zprava, ř. km 53,1[6]
- Sloupnický potok, zprava, ř. km 45,2[5]
- Lodrantka, zprava, ř. km 6,9[4]
- Zadní Lodrantka, zprava, ř. km 2,7[7]

Kanál Zminka (vystavěn ve středověku Pernštejny) spojuje Novohradku s Loučnou (soutok v Sezemicích).

## Vodní režim

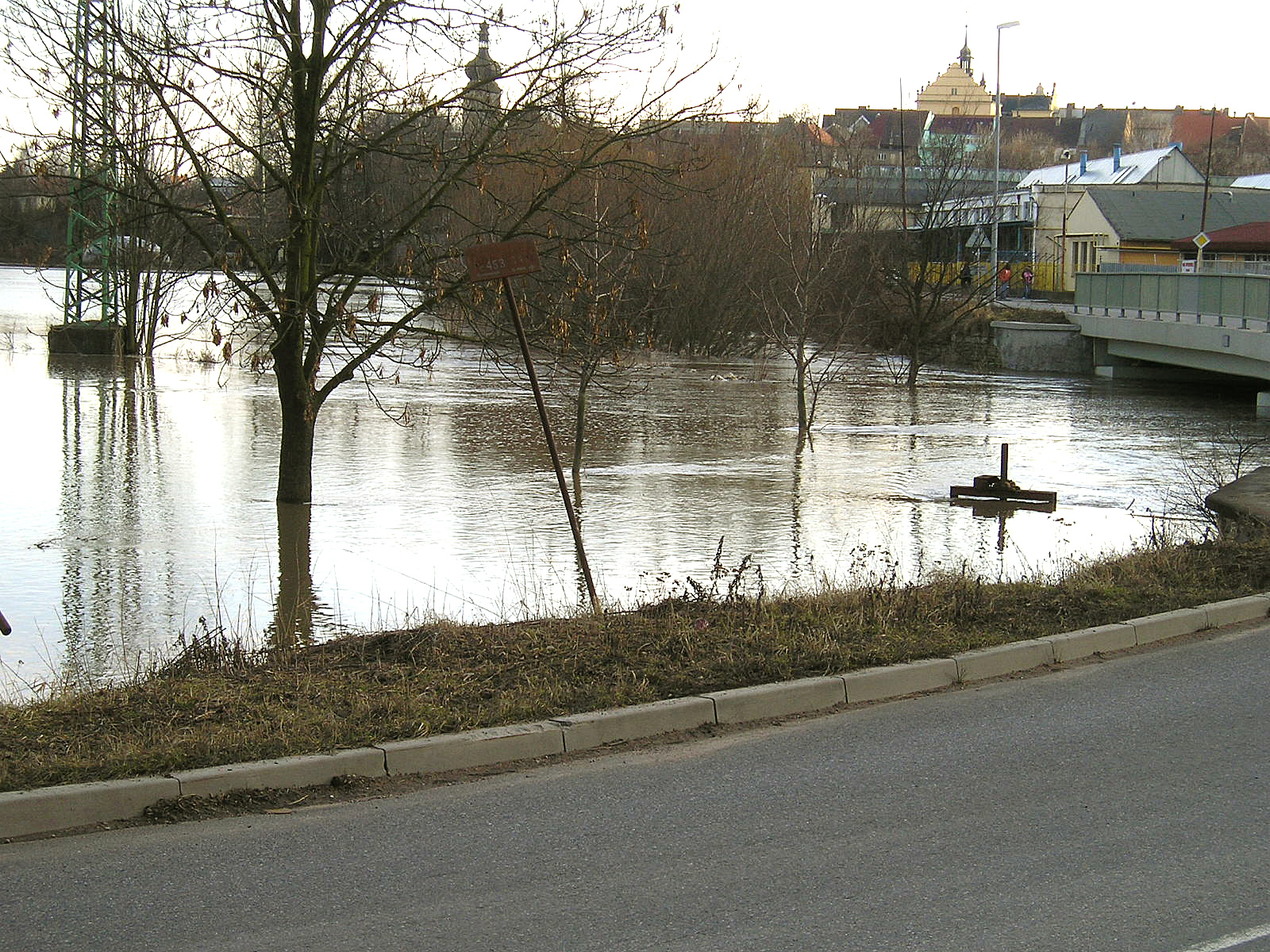
Rozvodněná Loučná ve Vysokém Mýtě v roce 2005

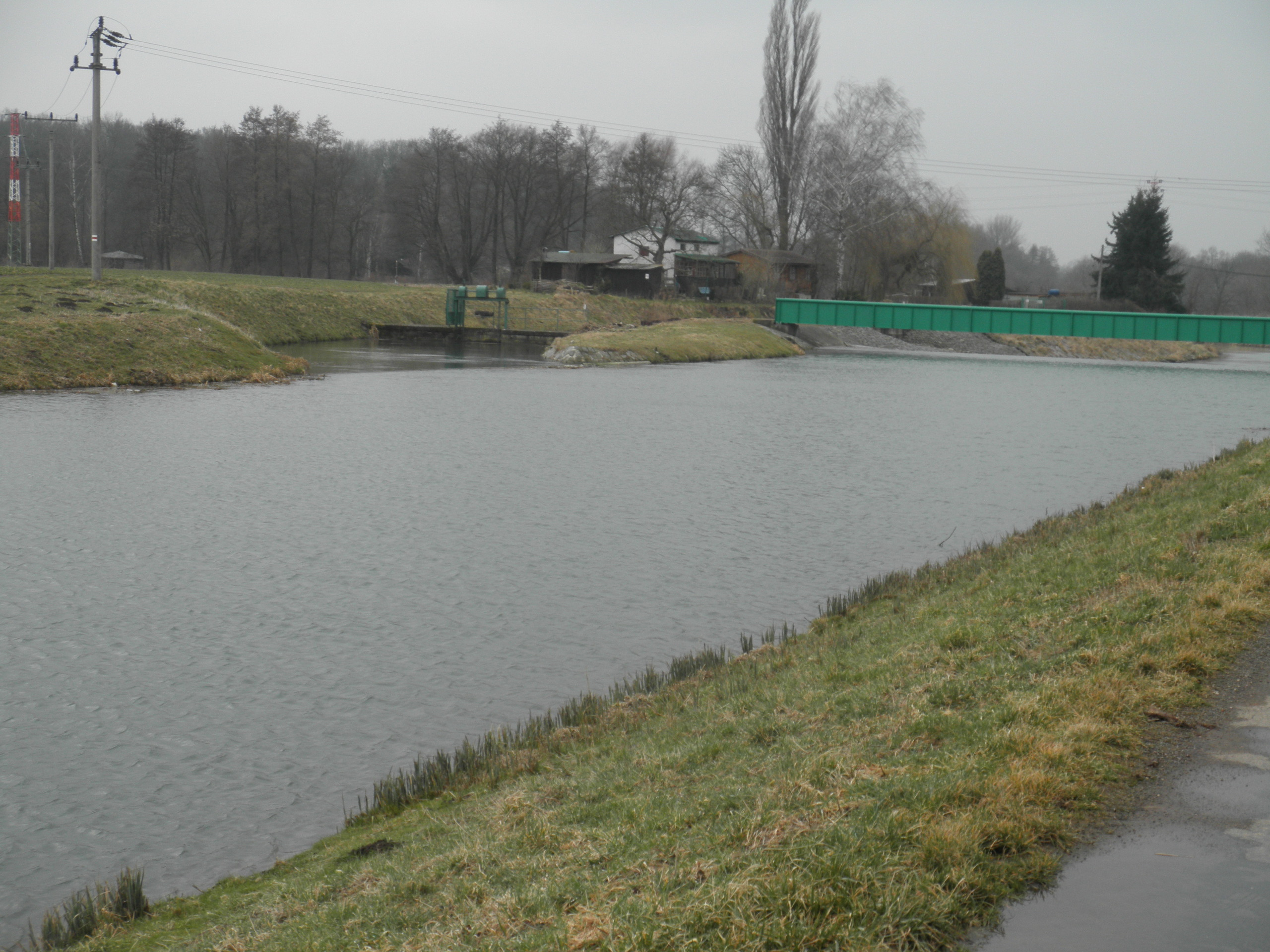
Počátek Haldy odebírající část průtoku Loučné

Průměrný průtok u ústí činí 4,43 m³/s.
Průměrné dlouhodobé měsíční průtoky Loučné (m³/s) ve stanici Dašice:
Průměrné měsíční průtoky Loučné (m³/s) ve stanici Dašice v roce 2014:
Hlásné profily:
| místo                 | říční km | plocha povodí | průměrný průtok (Qa) | stoletá voda (Q100) | poznámky         |
| --------------------- | -------- | ------------- | -------------------- | ------------------- | ---------------- |
| Litomyšl              | 61,6     | 145,25 km²    | 0,46 m³/s            | 46,8 m³/s           | aktualizace 2023 |
| Cerekvice nad Loučnou | 52,9     | 355,95 km²    | 1,61 m³/s            | 68,9 m³/s           | aktualizace 2023 |
| Dašice                | 7,2      | 625,41 km²    | 3,40 m³/s            | 100,0 m³/s          | aktualizace 2023 |

N-leté průtoky v Litomyšli:
| N-leté průtoky | Q1   | Q5   | Q10  | Q50  | Q100 |
| -------------- | ---- | ---- | ---- | ---- | ---- |
| Q [m³/s]       | 3,24 | 11,3 | 16,9 | 35,7 | 46,8 |

N-leté průtoky v Cerekvici nad Loučnou:
| N-leté průtoky | Q1   | Q5   | Q10  | Q50  | Q100 |
| -------------- | ---- | ---- | ---- | ---- | ---- |
| Q [m³/s]       | 8,78 | 23,0 | 31,3 | 55,9 | 68,9 |

N-leté průtoky v Dašicích:
| N-leté průtoky | Q1   | Q5   | Q10  | Q50  | Q100 |
| -------------- | ---- | ---- | ---- | ---- | ---- |
| Q [m³/s]       | 15,4 | 37,0 | 49,0 | 82,9 | 100  |

## Historie
První záznamy o řece pochází z 12. století, kde je pojmenována jako „flumen Trstenice“. V 16. století se jí říkalo „řeka, která od Trstenice teče“. Místní prameny řeku dlouho pojmenovávají jednoduše jako řeka. Jméno Loučná uvádí až Václav Hájek a to na jejím dolním toku, to následně přebírá Pavel Stránský v 17. století, během tohoto století se jí taky říká „řeka Mejtská“, „Hohenmauth Wasser“ a v Schallerově topografii „Mejtskej potok“. Mezi lidmi se jí začíná Loučná říkat až v 18. století, první záznamy o tom jsou z městské knihy vydané 1712, založené roku 1676. Na počátku 19. století se jí nazývá taky Mejtnice nebo Mejtnička.

## Mlýny
Mlýny jsou seřazeny po směru toku řeky.
- Konšelský mlýn – Litomyšl, okres Svitavy, kulturní památka, zanikl
- Panský mlýn – Litomyšl, okres Svitavy, zanikl

## Zajímavosti
- Ve středověku byla Loučná známá pod názvem Trstenice, tj. řeka tekoucí trstím (rákosím)[14]. Dodnes z tohoto názvu zbylo jen pojmenování obce na jejím horním toku.
- Podél toku řeky vedla tzv. Trstenická stezka, jedna z hlavních cest spojujících Čechy a Moravu.